# 올텐-베른 철도 노선
올텐-베른 철도 노선(Olten–Bern railway line)은 취리히, 바젤, 베른, 루체른, 뇌샤텔의 노선이 만나는 올텐의 주요 철도 허브와 스위스 수도 베른 사이를 운행하는 스위스의 주요 철도 노선 중 하나이다. 로잔-베른 철도와 함께 올텐과 로잔을 연결하는 미텔란트선(‘중부선’)을 형성한다. 노선의 첫 번째 부분은 1856년에 개통되었고, 원래 노선은 1858년 9월 4일에 완성되었다. 이 노선은 1902년 스위스 연방 철도가 인수하여 스위스 중앙 철도가 건설하였다.
1981년부터 이 노선에 몇 가지 중요한 업그레이드가 구현되었다. 보른 노선은 1981년에 개통되어 아르부르크 오프트링엔역 주변의 혼잡한 노선과 6km 터널 그라우홀츠 터널을 포함한 더 긴 그라우홀츠 노선을 우회했다. 1995년에 개통되었다. 이것은 200km/h로 제한되지만, 첫 번째 주요 고속 마트슈테텐-로트리스트 노선이 개통된 2004년 12월 12일에 연장되었다. 이 노선은 지금까지 유럽 열차 제어 시스템에 따라 가장 많은 교통량이 운영되는 것으로 유명하다.

## 역사
노선의 가장 오래된 구간은 1856년 6월 9일 스위스 중앙 철도가 아라우, 올텐, 아르부르크 및 에멘브뤼케(루체른 인근)를 잇는 노선의 일부로 올텐에서 아르부르크-오프트링엔까지 개통했다. 1857년 3월 16일 회사는 아르부르크-오프트링엔에서 헤르초겐부히제까지 구간을 개통했다. 3개월 후 쥐라 풋 라인과 연결하는 졸로투른으로 가는 지선이 개통되었다. 불과 15일 후인 1857년 6월 16일에 헤르초겐부히제에서 부르크도르프 및 촐리코펜까지 노선이 연장되었고, 빌러펠트에서 베른시의 경계까지 연장되었다. 아레강 위의 철교가 아직 건설되지 않았기 때문에 와일러펠트에 임시역이 설치되었고, 1년 넘게 여행자들은 와일러펠트에서 도시까지 객차를 타고 이동했다. 또한 당시 코른하우스 도로 교량(1898년 완공) 아래 알텐베르크슈테크 교량을 통해 보행자 전용 도로가 개설되었다. 마침내, 1858년 11월 15일에 아레강 다리(로테교, 독일어로 ‘빨간 다리’로 알려짐)는 빨간색 납 때문에 녹슬지 않는 페인트)가 완성되고, 첫 번째 기차가 다리를 건너 베른으로 달렸다. 역 건물이 아직 공사 중이기 때문에 임시 열차 창고가 건설되었다. 1860년 5월 1일에 영구적인 베른역이 개통되었다.

## 보른선
통과하는 보른산의 이름을 딴 보른선은 1981년 4월 2일 아르부르크 오프트링엔역을 우회하여 올텐역과 로트리스트역을 직접 연결하는 개통되었다. 이제 마트슈테텐-로트리스트의 새로운 노선으로 가는 진입로이다.
올텐에서 아르부르크-오프트링엔까지의 노선은 40km/h로 제한되어 베른과 취리히 사이의 급행열차 운영에 장애가 되었다. 이 노선은 또한 2개의 선로에서 베른과 루체른으로 가는 모든 열차를 흡수해야 했기 때문에 수용 인원에 도달했다. 따라서 SBB는 올텐역의 현대화와 동시에 올텐과 로트리스트 사이에 새로운 노선의 건설을 시작했다. 1976년에 건설이 시작되어 1981년 5월 31일에 예정된 운영이 시작되었다.
이 노선은 최대 속도 140km/h로 설계되었으며 길이가 5.5km에 불과하지만, 취리히와 베른 사이를 3~4분 단축했다. 또한 올텐역의 현대화와 함께 올텐에서 베른, 루체른까지 노선의 수용력을 크게 늘렸다.

## 그라우홀츠선과 터널
그라우홀츠 터널은 1995년 베른의 북동쪽에 개통된 6,295m 길이의 복선 터널로, 빌에서 올텐에서 본선까지의 교통량이 추가되어 생성된 베른-촐리코펜의 병목 현상을 완화했다. 뢰힐리구트의 등급 구분 지점에서 시작하여 그라우홀츠 터널로 들어간다. 다른 쪽 끝에서 1995-2004년에는 마트슈테텐에서 간선 베른-올텐 선에 다시 합류했다. 2004년 이후로 마트슈테텐-로트리스트 신규 라인으로 바로 이어지는 에스플리에 등급 구분 지점이 있다. 전체 길이 동안 터널은 1798년 3월 5일 그라우홀츠 전투에서 베른이 프랑스 군대에 패배한 숲이 우거진 그라우홀츠 언덕 아래 "s"자형 곡선을 따라 이어진다.

## 마트슈테텐-로트리스트 새 노선
2004년 12월 12일, 종합적인 Rail 2000 프로젝트의 일환으로 마트슈테텐과 로트리스트 사이에 새로운 고속철도가 개통되었다. 길이는 거의 52km이며 졸로투른으로 가는 지선과 뇌샤텔, 이베르동, 제네바로 가는 쥐라풋선이 있다. 이 노선의 최고 속도는 시속 200km이며 스위스의 주요 허브인 베른, 바젤, 취리히 간의 이동 시간을 1시간 미만으로 단축하여 정기적인 시간표(독일어: Taktfahrplan)를 허용한다. 베른과 취리히역에서 모든 노선의 급행열차와 정차열차가 정시에 도착하고 출발하여 많은 수의 편리한 연결이 가능하도록 시행된다. 이 노선은 1926년 이후 스위스에서 건설된 가장 긴 신규 노선이다. 1996년 4월에 건설이 시작되어 2005년에 완공될 예정이었다. 2004년 4월 30일, 마지막 철도는 졸로투른과의 연결 지점에 있는 잉크빌의 베른-졸로투른 주 경계에 설치되었다.